# Daïra de Tessala
La daïra de Tessala est une circonscription administrative algérienne située dans la wilaya de Sidi Bel Abbès. Son chef-lieu est situé sur la commune éponyme de Tessala .
La daïra regroupe les trois communes:
- Tessala
- Aïn Thrid
- Sehala Thaoura